# 侯莫陈凯
侯莫陈凯（？—？），复姓侯莫陈氏，本姓刘氏，字敬乐，代郡武川镇（今内蒙古自治区呼和浩特市武川县）人，北魏、西魏、北周、隋朝官员。

## 生平
侯莫陈凯性情刚毅正直，很喜爱经书和史书。侯莫陈凯跟随二哥侯莫陈崇，以军功获赐爵下蔡县男。大统元年（535年），侯莫陈凯出任东宫侍书。之后侯莫陈凯随宇文泰在小关之战擒拿窦泰，又参与沙苑之战，以军功加宁远将军，屡次升任羽林监、东宫洗马、太子庶子，进授都督。大统十四年（548年），侯莫陈崇因平定原州的功劳获赐爵灵武县侯，西魏文帝元宝炬诏令允许侯莫陈崇将爵位转授给侯莫陈凯。侯莫陈凯又屡次升任东宫武卫率、尚书右丞，转任尚书左丞，进位车骑大将军、仪同三司。北周六官建立后，侯莫陈凯出任司门下大夫。周孝闵帝宇文觉登基，侯莫陈凯出任工部中大夫，进位开府仪同三司，转任司宪中大夫，进爵为灵武县公，再度出任工部中大夫。周明帝宇文毓初年，侯莫陈凯出任宜州刺史。武成二年（560年），侯莫陈凯回朝出任礼部中大夫。保定年间，侯莫陈凯再度出任陵州刺史，转任丹州刺史，所在都很有政绩。天和年间，侯莫陈凯回朝出任司会中大夫。建德二年二月壬戌（573年4月13日），侯莫陈凯作为使者，与太子宫尹郑译一起出使北齐。后来侯莫陈凯在隋朝官至礼部尚书，封三巴郡开国公，死后谥号文。

## 家庭

### 父亲
- 侯莫陈敬，一名兴，柱国、幽朔六州诸军事、朔州刺史、清河郡公[1]

### 兄弟姐妹
- 侯莫陈顺，北周柱国、少师、平原郡公
- 侯莫陈崇，北周柱国大将军、大司徒、梁庄闵公
- 侯莫陈琼，北周上柱国、脩武恭公
- 刘氏，嫁北周使持节、大将军、雍州牧、蒲山公李曜

### 子女
- 侯莫陈懿，隋朝左千牛将军、永阳郡公